# Шехтер Семен Якович
Семе́н Я́кович Ше́хтер (1923 — після 1983) — український науковець, кандидат технічних наук (1969), лауреат Державної премії УРСР в галузі науки і техніки (1980).

## З життєпису
Народився 1923 року. 1969 року захистив дисертацію кандидата технічних наук. З 1979 року — в Комунарську, завідувач відділу зварювання Донецького науково-дослідного інституту чорної металургії.
Серед робіт: «Наплавка металів», співавтор А. М. Резницький, 1982.
Лауреат Державної премії УРСР 1980 року — «Розробка основ, створення і впровадження у промисловість технології та обладнання для плазмодугової виплавки злитків сталей і сплавів із заготовок та некомпактної шихти» — у складі колективу: Асоянц Григорій Баградович, Григоренко Георгій Михайлович, Забарило Олег Семенович, Клюєв Михайло Маркович, Лакомський Віктор Йосипович, Прянишников Ігор Степанович, Торхов Геннадій Федорович, Феофанов Лев Петрович (посмертно), Чвертко Анатолій Іванович.
Серед патентів: «Аналізатор металів і сплавів», співавтори Андріанов Георгій Володимирович, Воротинцев Юрій Володимирович, Жердєв Анатолій Васильович, Ковальов Віктор Олександрович, Кологривов Микола Петрович, Коренной Олександр Устимович, Луцюк-Худін Володимир Андрійович, Саєнко Володимир Якович, Хорошілов Микола Макарович.